# Lamanon
 Lamanon  es una localidad y comuna  de Francia, en la región de Provenza-Alpes-Costa Azul, departamento de Bocas del Ródano, en el distrito de Arlés y cantón de Eyguières.
Su población en el censo de 1999 era de 1.713 habitantes.
Está integrada en la Communauté d'agglomération Salon-Étang de Berre-Durance.

## Demografía
| 708 | 735 | 1025 | 1377 | 1487 | 1713 |
| Para los censos de 1962 a 1999 la población legal corresponde a la población sin duplicidades (Fuente: INSEE [Consultar]) |     |      |      |      |      |